# Kuklosuctobelba yamizoensis
Kuklosuctobelba yamizoensis är en kvalsterart som beskrevs av Chinone 2003. Kuklosuctobelba yamizoensis ingår i släktet Kuklosuctobelba och familjen Suctobelbidae. Inga underarter finns listade i Catalogue of Life.